# Vaisseau de 74 canons

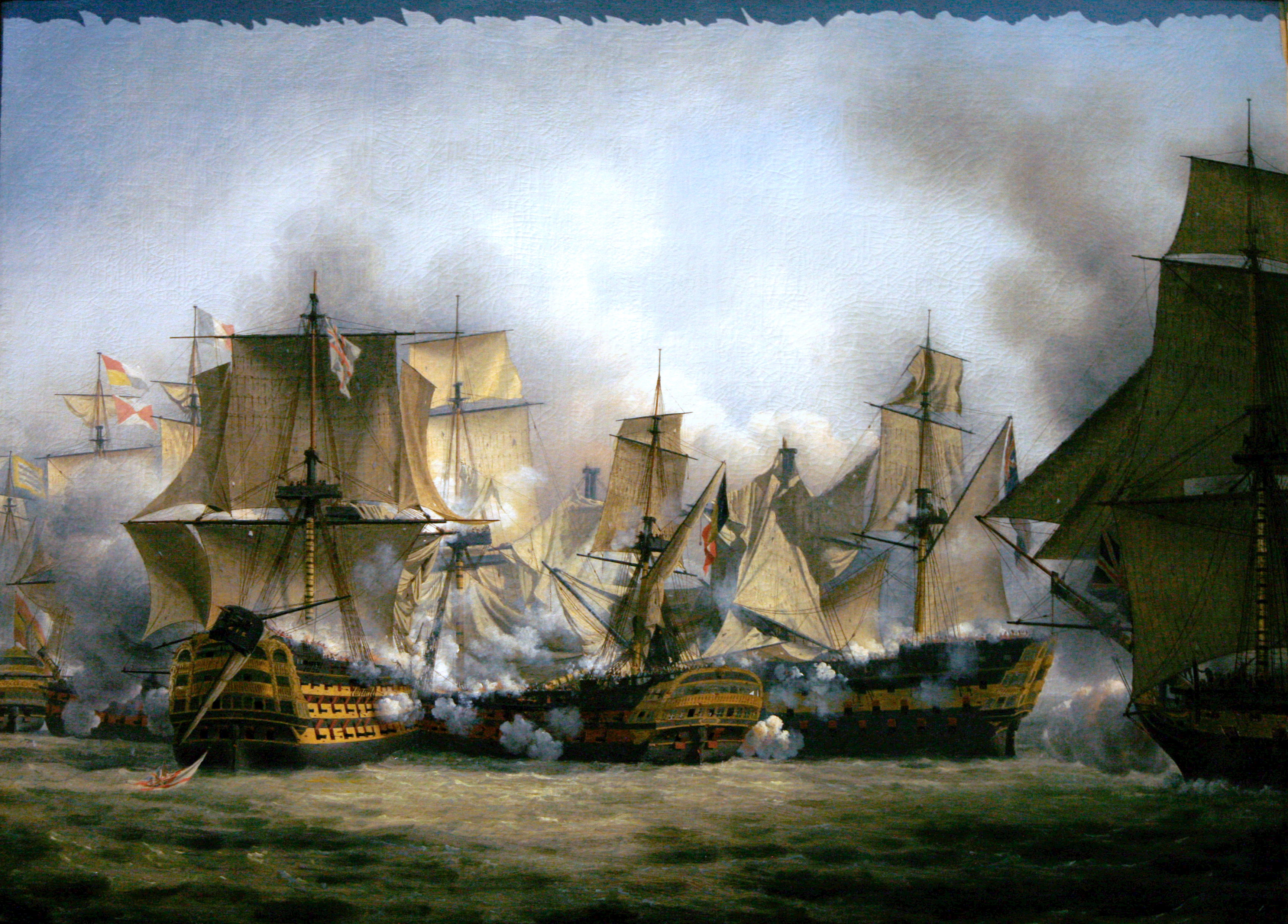
Louis-Philippe Crépin, Le Redoutable à Trafalgar, 1807, Musée national de la Marine. (un vaisseau de 74 canons, au centre) aux prises avec le (à sa gauche) et le (à sa droite).

Le vaisseau de 74 canons est un vaisseau de guerre de troisième rang portant deux ponts d'artillerie. Un « 74 », comme on le surnomme, est généralement considéré comme le compromis le plus performant de l'époque de la marine à voile, eu égard à sa maniabilité, sa puissance de feu, ses performances maritimes et militaires globales d'une part, et d'autre part son coût et sa rapidité de fabrication, ainsi que son équipage presque moitié moindre que les grands trois-ponts (750 hommes).
Épine dorsale des flottes européennes, le « 74 » fut au centre de toutes les batailles d'envergure de la seconde moitié du XVIIIe siècle et du début du XIXe siècle. C'est aussi l'un des premiers navires à être construit en série de manière standardisée.

## Bref historique d'une révolution navale

### Les années 1740: les premiers exemplaires et la standardisation de l'armement

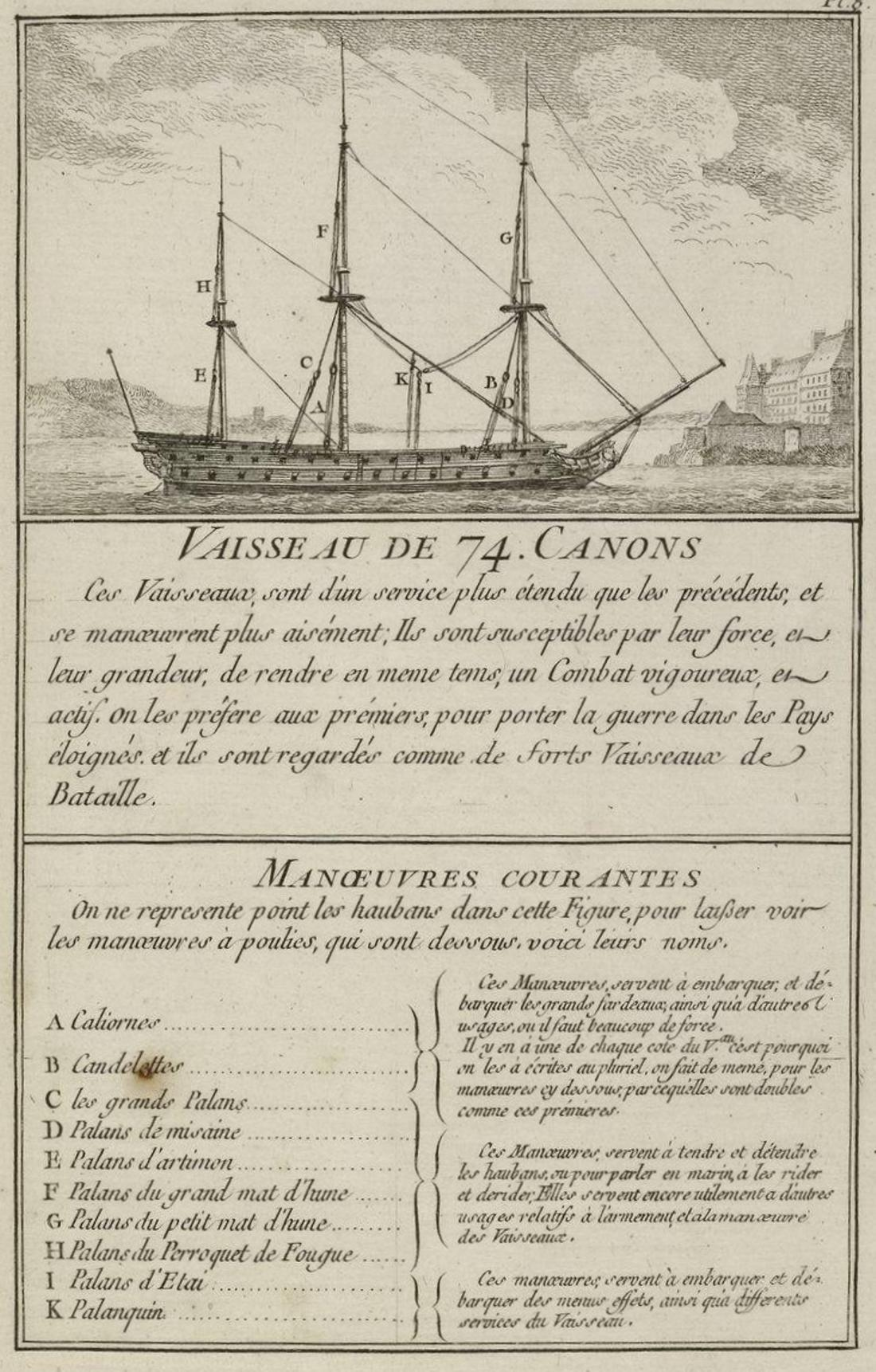
Vaisseau de 74 canons vers 1760. Texte et dessin de Nicolas Ozanne.

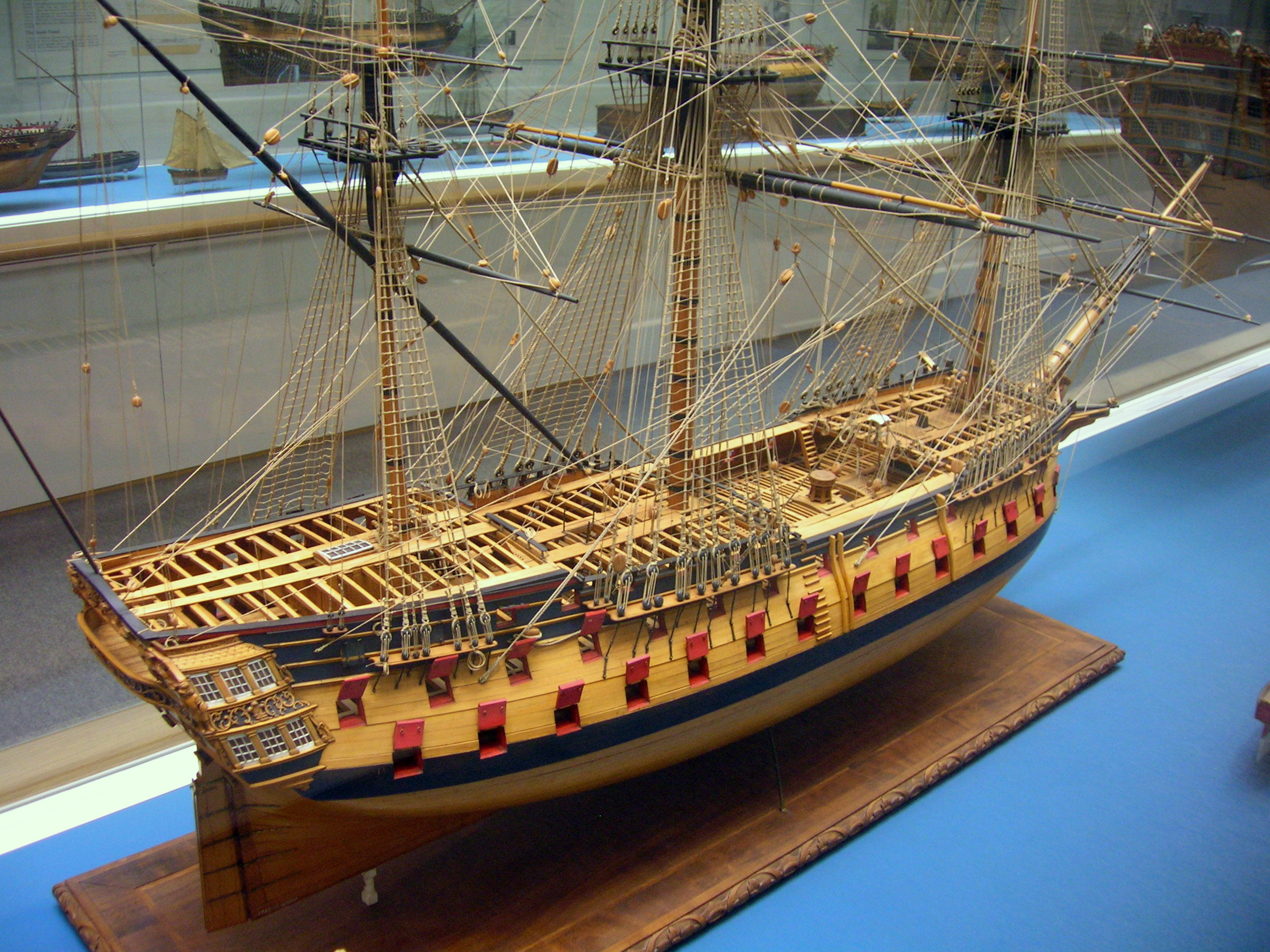
Maquette d'un navire de 74 canons de troisième rang de 1760 ; soit le de 1759, soit le HMS Thunderer de 1760. National Maritime Museum.

Lors de la première moitié du XVIIIe siècle, la marine française met progressivement au point un nouveau type de vaisseau de ligne du deuxième rang, portant soixante-quatorze canons, dont le premier représentant est le navire expérimental le Bourbon. Un grand nombre d'exemplaires sont construits, variant pour les dimensions et quelque peu pour la disposition de l'armement. Celui d'abord constitué de 26 pièces de 36 livres, 28 de 18, 16 de 8 et 4 de 4 livres, se fixe dès le Terrible de 1739, à 28 pièces de 36, 30 de 18 et 16 de 8.
Ces vaisseaux sont conçus sous l'impulsion de Maurepas, le ministre de la Marine, qui essaie de combler l'infériorité numérique de la Marine royale par des vaisseaux de ligne plus manœuvrant et porteurs d'un armement important. Les trois-ponts, trop peu manœuvrant et hors de prix sont abandonnés. La longueur d'un vaisseau est déterminée par l'écart entre deux sabords. Les ingénieurs proposent grâce à un nouveau mode de construction d'augmenter la longueur des vaisseaux et donc le nombre des sabords. C'est ainsi qu'est mise sur cale une nouvelle catégorie de vaisseaux à deux ponts plus puissants, seul moyen disponible pour compenser la supériorité numérique de la Royal Navy. Le premier vaisseau de 64 canons deux ponts sort en 1735, suivi du premier 74 canons en 1743-1744 et le premier 80 canons deux ponts est opérationnel en 1744.
C'est le 74 canons que l'Histoire va retenir. Le Terrible que l'on peut considérer comme le premier 74 canons est lancé en 1743. L'année suivante il est suivi du Magnanime et de l'Invincible, lancés à Rochefort en version un peu plus longue. L'Intrépide de 74 canons est ainsi percé à 14 sabords, soit 28 canons de 36 livres à la batterie basse, 30 canons de 18 sur le second pont et 16 canons de 8 sur les gaillards. Les vaisseaux du XVIIe siècle avaient aussi une ligne de flottaison trop basse sur l'eau, ce qui les empêchait par gros temps d'utiliser leur batterie basse, (la plus puissante). C'est entre autres un des grands défauts des trois ponts anglais de 80 canons. Or les nouveaux vaisseaux français évitent pour la plupart ce problème. Il en résulte une avance technique spectaculaire. Comme le note l'ingénieur Ollivier, un nouveau deux ponts français de 74 canons peut aisément tenir tête à un trois ponts anglais de 80, voire 90 canons. Trop confiants dans leur supériorité numérique, les Anglais ne vont s'en rendre compte que tardivement en 1745-1746. L'apparition de ce navire est donc au départ une révolution navale silencieuse, car menée en période de paix, et qui n’apparaît aux yeux des observateurs qu'au retour de la guerre.
Ces navires font leur entrée dans l'histoire lorsque prennent fin avec la guerre de Succession d'Autriche les 32 années de paix qui s'étaient écoulées depuis la guerre de Succession d'Espagne. Un certain nombre d'exemplaires sont très difficilement capturés par la Royal Navy en 1747 lors des deux batailles du cap Ortegal et du cap Finisterre. L'Invincible, à court de munitions est saisi après huit heures de combat. Le Monarque livre bataille pendant sept heures avant de succomber à un contre cinq, et le Terrible se rend dans des conditions voisines. La qualité des vaisseaux français capturés laisse pantois les amiraux anglais. « Je puis seulement vous dire que l'Invincible surpasse toute la flotte anglaise. Je ne puis m'empêcher de penser que c'est une honte pour les Anglais qui font toujours grand cas de leur marine » déclare Augustus Keppel après inspection du vaisseau français.
La Royal Navy se met aussitôt à l'école française en copiant les vaisseaux capturés. Elle adapte ses effectifs en supprimant la catégorie des trois-ponts de 80 canons trop courts, peu manœuvrant, moins bien armés et plus chers que les « 74 canons » à deux ponts des Français. Ainsi naît la classe Valliant de 74 canons à deux ponts copiée sur l'Invincible, et qui va rester la norme jusqu'en 1815.

### Les années 1760: la nécessité d'une reconstruction adaptée
À la sortie de la guerre de Sept Ans, sa flotte décimée, le Royaume de France lance un nouveau programme de constructions navales. Progressivement les vaisseaux de petite taille (de 58 à 70 canons) disparaissent des flottes au profit de navires plus uniformes dotés de la même puissance de feu et corollairement à peu près de la même taille. Le schéma d'une batterie de 28 pièces de 36 livres, d'une seconde de 30 pièces de 12 ou de 18, et de 16 pièces de petits calibres sur les gaillards s'impose comme un standard de construction. Le « 74 », vaisseau de base des flottes est défini. En 1765, la Marine française est dotée de 22 vaisseaux de 74 canons, ils sont 26 en 1775, 33 en 1780, 43 en 1785. La Royal Navy fait un effort encore supérieur, avec 44 vaisseaux de ce type en 1765, 49 en 1775, 53 en 1780. Il est vrai que les deux pays sont engagés après la guerre d'Amérique dans une course à l'armement naval qui ne trouvera sa conclusion qu'à Aboukir et Trafalgar. En 1783, l'arsenal de La Havane construit le premier 74 canons d'Amérique du Nord, l'America.
Les navires suivent aussi l'évolution technique de la fin du XVIIIe siècle, particulièrement sous les effets accélérateurs de la guerre d'Amérique, avec l'apparition du doublage de cuivre et de la caronade en Angleterre. Le doublage de cuivre, inventé dans les années 1770 a pour but au départ de protéger la coque contre les incrustations d'algues, de vers et de coquillages, mais on se rend compte rapidement qu'il a aussi pour effet de rendre les vaisseaux plus rapides. La caronade, inventée dans les forges Carron en Écosse, est un canon court de gros calibre pour tirer à courte distance en faisant le maximum de dégâts sur l'adversaire. Ses effets dévastateurs sont remarqués lors de la bataille des Saintes, en 1782. À la fin des années 1780, tous les 74 canons français et britanniques sont doublés de cuivre, mais seuls les Britanniques ont mis des caronades sur tous leurs vaisseaux.
Les grands et coûteux trois-ponts de 100 canons ou plus, si nombreux dans les escadres du XVIIe siècle se réduisent à la portion congrue au fil du XVIIIe siècle. La France en a même abandonné la construction pendant plusieurs décennies, mais les progrès techniques enregistrés sur les 74 canons permettent de faire renaître ce type de navire à l'occasion du « don des vaisseaux ». Ainsi sont lancés en 1764 et 1766 le Ville de Paris et le Bretagne. La Royal Navy et la Marine française en alignent cependant moins de cinq exemplaires chacune, réservés aux amiraux à la tête des grandes escadres de la guerre d'Amérique comme le HMS Victory ou le Ville de Paris. La construction en nombre des vaisseaux trois-ponts reprendra à partir de 1788 avec les énormes vaisseaux de 118 canons. Enfin à partir de 1789 seront lancés les premiers exemplaires d'une nouvelle série de vaisseaux, intermédiaires entre les nombreux « 74 » et les immenses « 118 », des navires armés de 80 pièces, de la classe Tonnant. Ces vaisseaux étant établis dans le prolongement de la réussite des 74 de la classe Téméraire.

### Les années 1780: la classe Téméraire
En 1782, alors que s'achève la guerre d'indépendance américaine, sous l'impulsion du chevalier Jean-Charles de Borda, assisté par l'ingénieur naval Jacques-Noël Sané, les types de bâtiments sont normalisés, grâce à l'établissement de plans à l'échelle 1/48, et les pièces, en particulier la mâture, sont standardisées. Le plan des navires de 74 canons est dressé pour la construction du vaisseau le Téméraire, qui devient ainsi le chef de file d'une longue série de plus de 100 navires construits de 1783 à 1814.

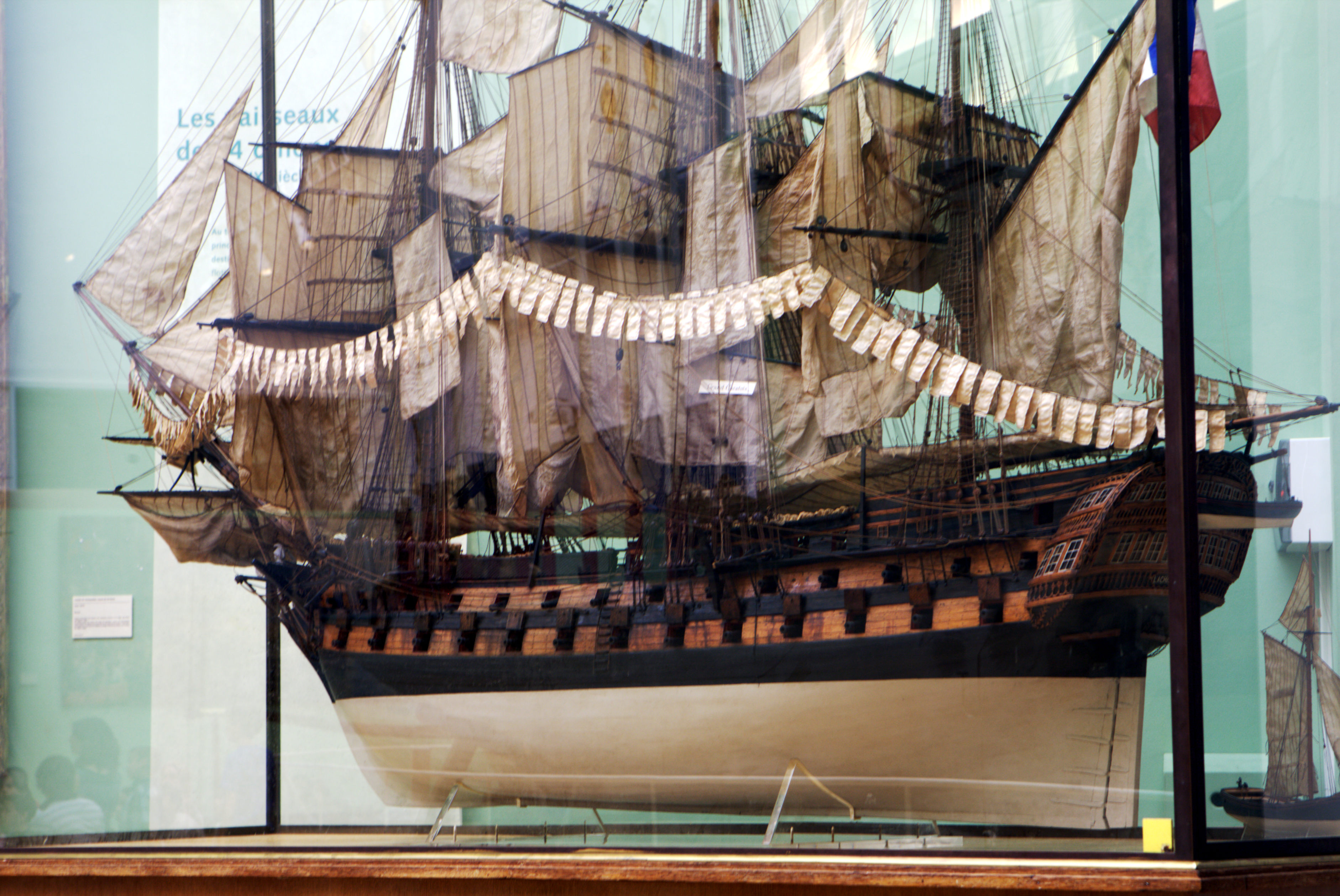
L'Achille (1804), vaisseau de 74 canons de la classe Téméraire, perdu en 1805 lors de la bataille de Trafalgar.

Selon l'ordonnance royale du 1er mai 1786, l'équipage de temps de guerre doit être théoriquement de 707 hommes (497 en temps de paix) : soit 12 officiers de marine, 2 officiers d'infanterie, un commis aux revues, un aumônier, un chirurgien-major, 7 élèves ou volontaires, 55 officiers-mariniers, 42 canonniers-matelots, 6 timoniers, 404 matelots, 100 soldats (troupes de la Marine ou infanterie de ligne), 50 mousses, 13 surnuméraires et 13 valets.

## La vie à bord d'un «74» à la fin duXVIIIesiècle[14]
Près de 750 hommes sur environ 57 mètres de long, une multitude de métiers, une hygiène et une alimentation rudimentaires, une discipline de fer rythmée par 5 Quarts où les périodes de travail et de repos priment sur les loisirs, voilà qui résume la dure réalité des marins à bord de la marine à voile de cette époque.

### L'équipage
Les « 74 », pièces maîtresses sur l'échiquier de la marine militaire de l'époque, obéissent à une organisation très rigoureuse ainsi qu'à une hiérarchie bien établie. De nombreux métiers cohabitent afin de maintenir le navire en bon état de combattre et de naviguer.
On distingue cinq catégories de personnel distinctes servant à bord (valable aussi sur les autres navires de l'époque dans des proportions plus ou moins importantes selon la taille du bâtiment).

#### L'état-major

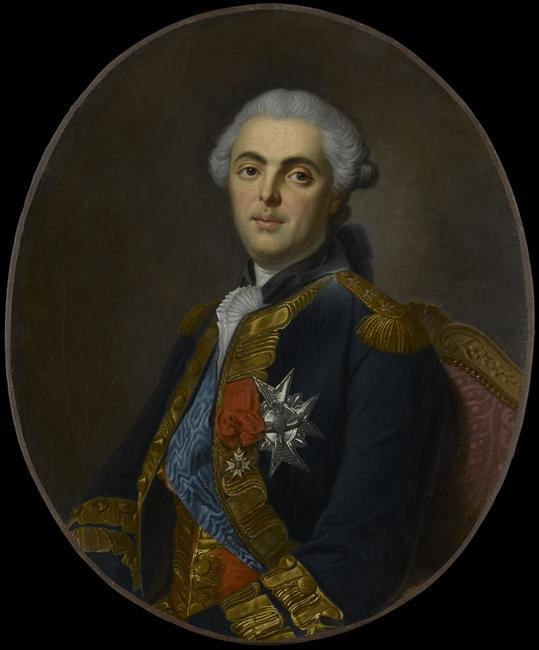
Un officier de marine en grand uniforme sous Louis XV.

Il s'agit pour la grande majorité d'officiers. Ils sont au nombre de 17 et répartis de la façon suivante :
- Le commandant : seul maître à bord après Dieu, il a la responsabilité du vaisseau et de sa conduite et sert en tant que capitaine de vaisseau. Il supervise l'ensemble des activités du navire en temps normal et pendant la bataille avec l'aide de ses subalternes. Il reçoit ses directives de sa hiérarchie (roi, ministre de la marine, amiraux) mais est le seul à décider de la marche à suivre à bord. C'est aussi le seul (avec le second) à bénéficier d'une chambre et d'un bureau, au niveau du gaillard d'arrière).
- Le commandant en second : il est l'adjoint du commandant sur l'ensemble des tâches du navire. Il est chargé de prendre le commandement du vaisseau en cas de décès du commandant.
- Les lieutenants de vaisseau : officiers confirmés au nombre de 5, ils ont déjà servi au moins deux ans comme enseigne. Ils ont en charge la transmission des ordres du commandant et du second et assurent les quarts à tour de rôle. Ils ont chacun un domaine de compétence particulier, comme la coque, le gréement ou les vivres. L'un d'eux sert comme officier de détail, charge particulière car il doit être les yeux et les oreilles du commandant en ayant connaissance de tout ce qui se passe à bord du vaisseau. Ils partagent des cabines isolées à l'arrière du navire.
- Les enseignes de vaisseau : également au nombre de 5, ils sont chargés de seconder les lieutenants de vaisseaux dans leurs travaux. Membres du corps des officiers, ils complètent leur formation avant de pouvoir prétendre monter en grade. Ils ont déjà navigué au moins deux ans et demi.
- Le capitaine du corps royal d'infanterie : Il est chargé du commandement de la garnison embarquée (130 hommes) et est secondé par deux lieutenants du corps royal.
- L'aumônier : il a la charge des âmes de tout le personnel embarqué. Son rôle et de maintenir la pratique religieuse et la foi à bord à une époque où la religion est largement pratiquée et présente dans la vie quotidienne, elle rythme la vie à bord. Il assure les messes tous les dimanches et jours de fêtes ainsi que les prières quotidiennes, il administre les saints sacrements aux mourants et participe aux funérailles. Il est aussi à l'écoute des marins et peut servir de confident.
- Le chirurgien major : chargé de la santé de l'équipage, c'est un personnage clef à bord car il peut faire des miracles là où la religion s'arrête. Il soigne les malades, les blessures accidentelles, les blessés au combat (parfois en amputant afin d'éviter que le membre ne se gangrène) et veille à la prévention ou à la non-prolifération des épidémies parmi l'équipage.

#### La Maistrance
Véritable intermédiaire entre l'état-major et les matelots, la maistrance est composée de marins expérimentés qui ont en charge l'encadrement et la formation des hommes du bord. Ils transmettent et font appliquer les ordres reçus de l'état-major. La maistrance existe toujours aujourd'hui et assure des missions assez équivalentes. Au nombre de 93 ils sont répartis en 6 principaux domaines de compétences.

##### Maître d'équipage
Appelé aussi premier maître, il s'occupe de tout ce qui est nécessaire à la bonne marche du navire, il visite le vaisseau avec le capitaine et inspecte aussi bien le matériel que le travail des mousses et matelots. Meneur d'hommes, il s'implique auprès de l'équipage en expliquant tel ou tel travail mais aussi en punissant ceux qui ne font pas les tâches demandées.
Il est assisté dans ses tâches par :
- 2 seconds maîtres ;
- 2 contre-maîtres ;
- 2 bossemen (surtout responsables des ancres et des câbles) ;
- 15 quartiers-maîtres.
- 1 chef gabier.

Les quartiers-maîtres sont des marins d'expérience (sorte de sergents modernes) qui guident et assistent les matelots dans leurs travaux. Ils sont particulièrement chargés de la propreté du navire.
La maistrance compte aussi trois patrons de chaloupe et canots qui sont chargés des manœuvres et de l'équipage (provisoire) de ces embarcations, lors d'un transbordement d'officier, de passager ou d'une mission particulière par exemple.

##### Maître pilote
Expert de navigation, il est l'équivalent actuel du navigateur. Le maître pilote travaille aux côtés du capitaine (ou de l'officier de quart) en lui communiquant de façon régulière la position du vaisseau et les dangers éventuels de navigation (courants, récif, haut-fond). Pour ce faire il dispose d'instruments de navigation tels que la boussole, le compas ou encore le sextant. Il vérifie ses instruments de façon quotidienne et note toute observation d'importance.
Il est assisté dans ses tâches par :
- 2 seconds pilotes ;
- 2 aides pilotes.

##### Maître canonnier

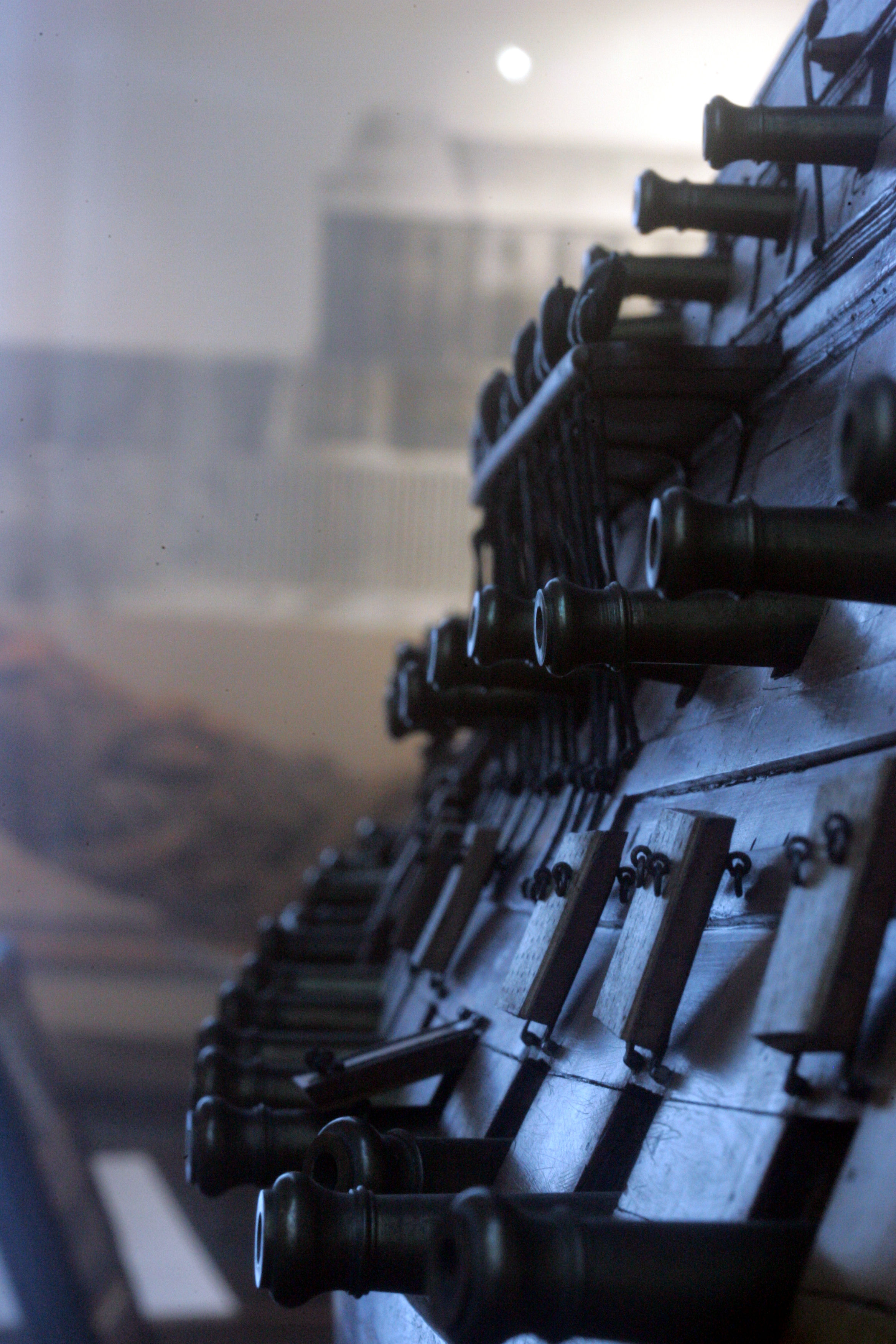
La muraille et la batterie d'un vaisseau de 74 canons. (Musée de la marine).

Au nombre de deux, les maîtres canonniers ont la charge de toute l'artillerie du bâtiment. Ils commandent aux canonniers lors des combats et supervisent le matériel lié aux armes lourdes. L'ensemble des 74 canons doivent être en permanence en état de fonctionner.
Ils sont assistés par :
- deux seconds canonniers ;
- 37 chefs de pièces (qui ont chacun la responsabilité de deux canons).

##### Maître des signaux
Le maître des signaux occupe un poste très important sur le navire car il permet de communiquer avec les autres navires lors de croisière. Il connaît aussi les codes de communication qui ne cessent de changer en temps de guerre.

##### Maître calfat
Le calfat est responsable de l'étanchéité du bâtiment par temps de guerre comme par temps de paix. Il supervise les opérations de calfatage de la coque en réparant les éventuelles voies d'eau avec du goudron et de l'étoupe. C'est aussi lui qui gère les pompes.
Il est assisté par :
- un second calfat ;
- trois aides calfats.

##### Maître charpentier
Le charpentier du bord, tout comme le calfat, est en alerte permanente pour vérifier le bon état du navire. Le bois composant l'essentiel du vaisseau, il vérifie quotidiennement la coque et les mâts en faisant des rondes. Il peut aussi intervenir lors de voies d'eau.
Il est assisté par :
- 2 seconds charpentiers ;
- 3 aides charpentiers.

##### Maître voilier
Le maître voilier est chargé de l'entretien et de la réparation de toute la voilure du vaisseau. Cette dernière atteint 2 500 m2 sur un 74, c'est dire l'importance du travail d'inspection, de réparation et de conservation qu'il effectue.
Il est assisté par :
- 1 second ;
- 2 aides voiliers.

#### Les hommes du bord

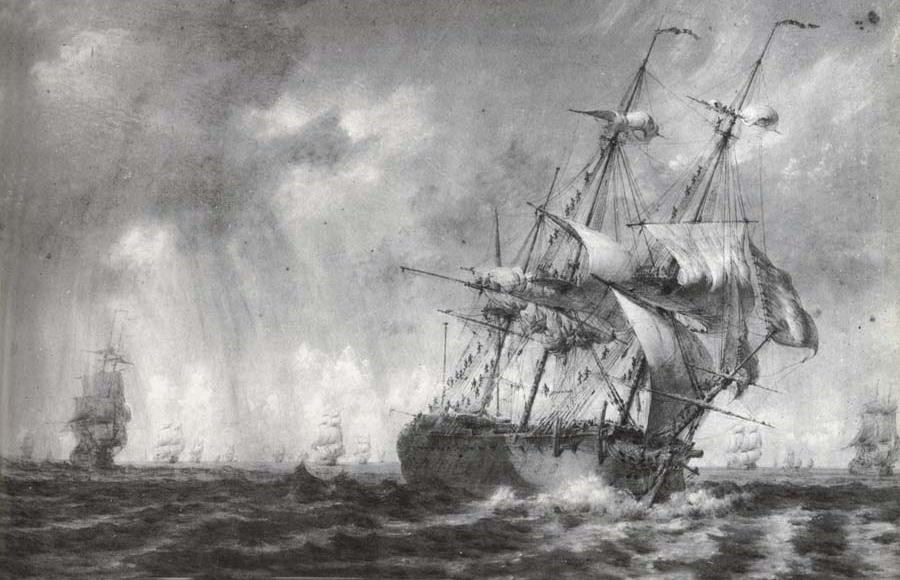
Des gabiers à la manœuvre dans le gréement d'un vaisseau (Pierre Ozanne).

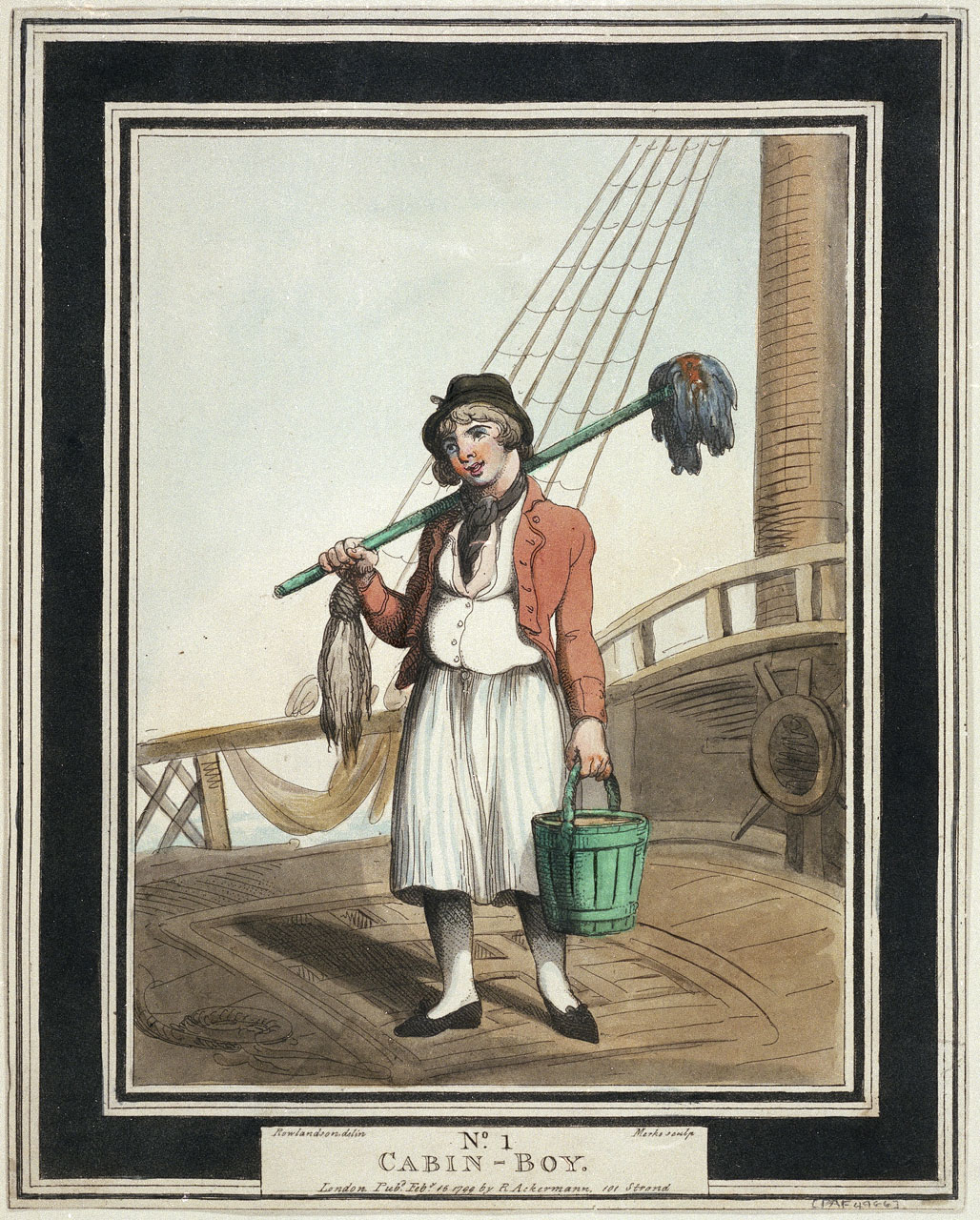
Un mousse anglais (cabin boy) en 1799 (National Maritime Museum).

Composant l'essentiel de l'équipage, les hommes du bord (ou gens de la mer) sont chargés d'exécuter les ordres reçus des maistranciers sur l'ensemble du navire. Ils sont répartis en quatre catégories.
- Les gabiers, au nombre de 13, ce sont des matelots expérimentés et spécialisés dans le maniement des voiles. Ils ont la charge des manœuvres sur le gréement et les haubans. De son poste le gabier est responsable de son mât et commande aux matelots qui l'assistent dans son travail. Il effectue une inspection quotidienne du matériel qui lui est confié et rend compte de l'état de la voilure et des cordages. Leur travail s'effectue en collaboration avec les voiliers.Ils sont sous le commandement du chef gabier, sorte de quartier-maitre.
- Les timoniers, au nombre de 10, les timoniers ont la charge de la barre du navire et se relaient à cette dernière pour assurer une permanence. Ils travaillent sous les ordres du maître pilote.
- Les matelots, 497 matelots composent l'équipage d'un 74, ils forment donc 2/3 de l'effectif global et sont répartis en 3 catégories distinctes (en fonction de leur solde). Leurs tâches sont multiples, ils peuvent aussi bien être affectés aux manœuvres de navigation (travail en hauteur, cordage) qu'à l'entretien du vaisseau et de ses équipements (cordage, pont, etc.) ou encore au combat naval (maniement de l'artillerie, défense, abordage). Le matelot, marin polyvalent, doit être âgé de 18 ans et avoir servi au moins 6 mois en mer.
- Les mousses et novices, situés tout en bas de l'échelle hiérarchique, 65 mousses et novices complètent l'équipage des hommes du bord. Les mousses sont des enfants qui peuvent être embarqués dès l'âge de 8 ans, ils sont sous les ordres des maistranciers qui les affectent à des tâches peu reluisantes. Les novices quant à eux font leur apprentissage en vue de devenir matelot (au bout de 6 mois minimum).

#### La garnison
Composée d'environ 130 hommes, soldats et policiers du bord, la garnison remplit plusieurs rôles sur un vaisseau.
Elle maintient l'ordre à bord en dissuadant (ou en réprimant) les mutineries ou les mouvements contestataires mais aide aussi à compléter l'équipage lorsque celui-ci en a besoin : lors de tempêtes, lors des batailles (artillerie), ou pour combler des pertes dues au combat ou à la maladie. La garnison est reconnue en tant qu'unité d'infanterie, et en ce sens elle participe aux débarquements, aux combats à terre (bataille rangée, assaut de fortifications, etc.) et bien entendu aux batailles navales (canonnade, abordage).
Outre le capitaine du corps royal d'infanterie et ses deux lieutenants (voir L'état major), la garnison est composée des éléments suivants :
- le capitaine d'armes, sous-officier du corps royal d'infanterie, le capitaine d'armes s'occupe de toutes les armes légères du navire et aussi de la sécurité du vaisseau en effectuant des rondes régulières.
- l'armurier, subalterne du capitaine d'armes, il est chargé de l'armement portatif et de son entretien. Il a aussi un rôle de serrurier à bord.
- les gardes de la marine, au nombre de 12 les gardes de la marine sont destinés à la carrière d'officier. Après une formation à terre dans une école militaire au port, les gardes embarquent à bord pour compléter leur formation « sur le terrain ».
- les fusiliers, 96 fusiliers composent la garnison. Leur rôle est celui décrit ci-dessus (maintien de l'ordre, combat à terre et combat naval).

#### Les surnuméraires
Le terme désigne ceux qui ne sont pas comptabilisés dans l'effectif marin du vaisseau. Sur un 74 canons on compte environ 33 hommes appartenant à cette catégorie qui se répartit de la façon suivante :
- 2 seconds chirurgiens (ils aident le chirurgien major) ;
- 2 aides chirurgiens ;
- 1 apothicaire ;
- 1 secrétaire ;
- 1 maître armurier ;
- 1 aide armurier ;
- 2 commis du munitionnaire ;
- 1 tonnelier (il entretient, répare ou refait la grande quantité de tonneaux présents à bord) ;
- 1 coq (souvent ancien marin handicapé d'une jambe, on le surnomme « coq » car il se tient sur une seule patte comme un coq) ;
- 1 boucher ;
- 1 boulanger ;
- 2 maîtres valets (ils encadrent les valets et œuvrent comme maitre d'hôtel pour l'état-major) ;
- 17 valets (entretenus par le capitaine, ils s'occupent de la préparation des repas de l'état-major et du commandant ainsi que du service).

### Le matériel embarqué
Véritable village flottant, le « 74 » doit pouvoir être autonome pendant plusieurs mois, aussi bien en vivres qu'en matériel, et pouvoir effectuer des réparations en mer à la suite de dégâts reçus au combat ou lors de tempêtes.
Pour cela il embarque de grandes quantités de vivres et d'équipement soigneusement établis et référencés. Le chargement de tout le matériel suit une règle bien précise. Le rangement des vivres et équipement se fait de façon que la stabilité du vaisseau soit préservée. Ce qui est lourd est positionné au centre du navire et au fond, puis vient ensuite ce qui est plus léger qui sera rangé sur les côtés et plus en hauteur.
L'artillerie suit le même principe, les canons de gros calibre sont situés dans la batterie basse et plus on s'élève dans les œuvres mortes plus le calibre se réduit.

#### Les vivres

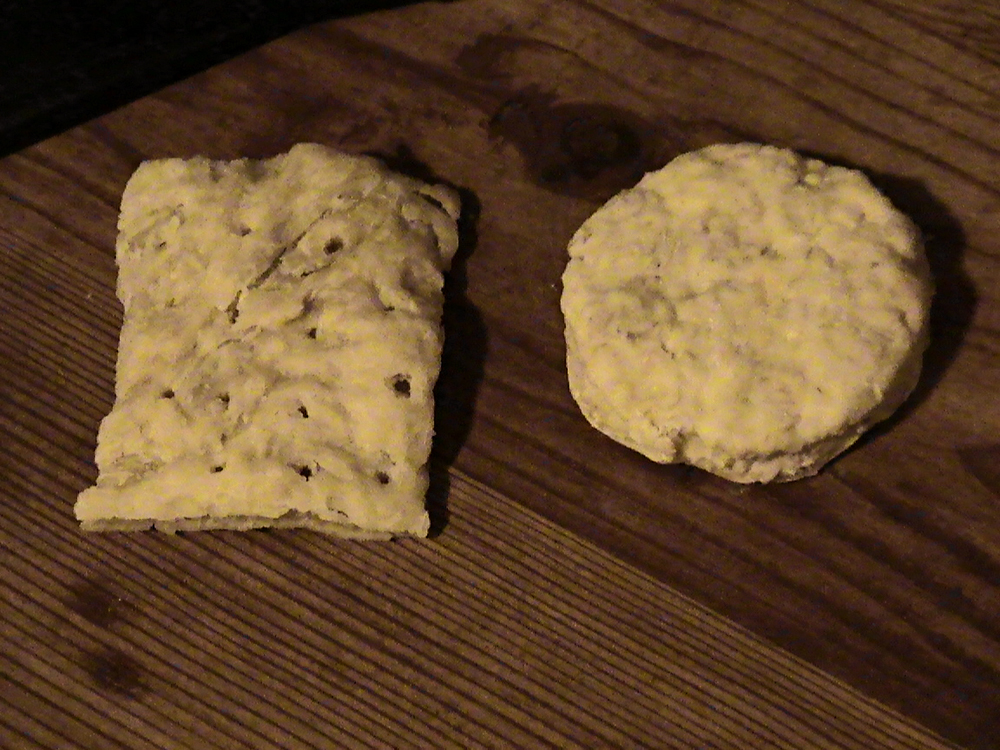
Différents types de biscuit militaire. Le biscuit de mer se conserve longtemps et forme la base de l'alimentation du matelot.

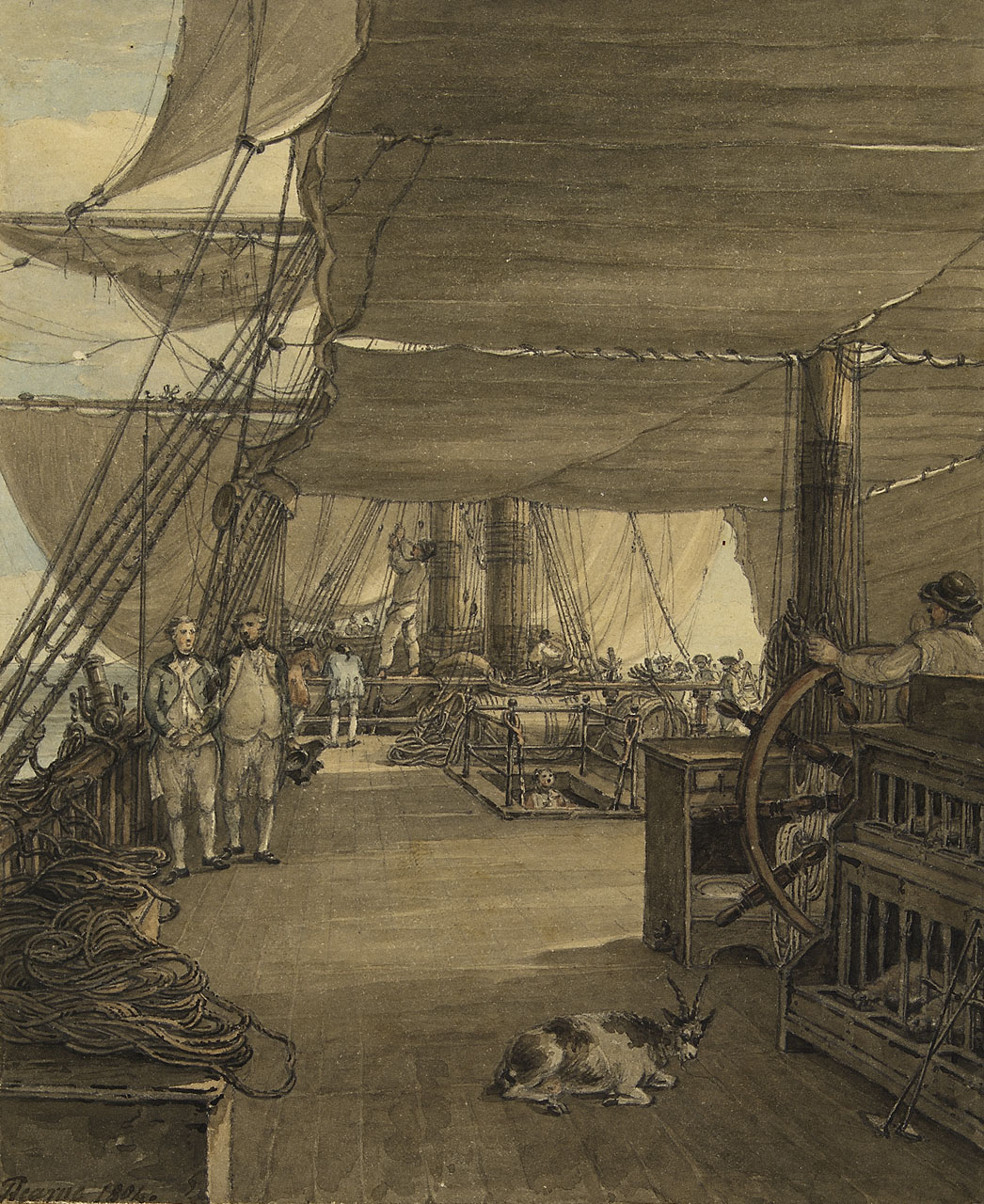
Vue d'une partie des animaux destinés à la consommation de produits frais pour les officiers (vers 1775).

On trouve à bord tout ce qu'il faut pour permettre à l'équipage d'être autonome pendant trois à six mois, aussi bien en liquide qu'en solide ou en « vivant ». Pour cela on privilégie des aliments ayant une bonne durée de conservation, vient ensuite l'apport calorique et enfin le goût et diversité. Exception faite de l'état-major qui bénéficie de produits frais (comme les animaux, le lait, les œufs), la grande majorité de l'équipage doit se contenter de produits qui se détériorent dans le temps (ex : l'eau).
La décomposition des vivres liquides est la suivante :
- 210 000 litres d'eau (environ trois litres par jour et par homme) ;
- 101 000 litres de vin rouge (environ un litre par jour et par homme) ;
- 1 450 litres d'eau-de-vie ;
- 1 440 litres de vinaigre (il sert parfois à couper l'eau lorsque celle-ci est croupie).

Les vivres solides sont constituées de :
- 52 tonnes de biscuits de mer (la base de l'alimentation du marin car il peut se conserver longtemps) ;
- 25,92 tonnes de farine (destinée à la fabrication du pain) ;
- 15 tonnes de salaisons (viande et lard qui constituent un apport de protéine) ;
- 14,3 tonnes de fèves et fayots (haricot sec) (bonne conservation) ;
- 2,88 tonnes de sel (seul moyen de conservation connu avant l'apparition des boites en fer blanc du même nom) ;
- 2 tonnes de riz ;
- 1,1 tonne de fromage (fromage de gruyère et de Hollande, il constitue un substitut à la viande et au poisson) ;
- 1,05 tonne de poisson salé (assez peu apprécié) ;
- 350 kg de sucre.

Les produits frais et les animaux/volailles sont réservés à l'état-major et aux malades/blessés ; on trouve ainsi à bord :
- 500 poules ;
- 48 canards ;
- 36 pigeons ;
- 24 dindes ;
- 24 moutons ;
- 12 oies ;
- 12 cochons ;
- 8 bœufs ;
- 6 veaux ;
- 4 truies ;
- 2 vaches à lait ;
- 1 verrat (porc).

#### L'équipement
Tout comme les vivres, le navire doit être autonome en matériel pour faire face aux nombreuses exigences qu'imposent plusieurs mois en mer.
Qu'il s'agisse d'armes, de munitions, de voiles, pièces de gréement, de bois de rechange ou de cordage, le vaisseau doit pouvoir réparer les dégâts dus aux tempêtes et aux combats, ou encore remplacer des pièces défectueuses sans que cela n'entache sa mission.
Pour cela un 74 canons embarque le matériel suivant :
En armement :
- 22 tonnes de poudre réparties dans des barils de 100, 50 et 25 livres ;
- barils porte-mèche (destinés comme le nom l'indique, à conserver les mèches allumées) ;
- gargousses de poudre pour les canons ;
- 50 tonnes de boulets de canons de tous calibres, soit 4 440 pièces (60 boulets par canon) ;
- mitraille (ou grappe de raisin) ;
- pierriers avec leur support (chandelier) et leurs charges ;
- 340 mousquetons, fusils et pistolets ;
- barils de cartouche ;
- refouloirs et écouvillons (instrument d'artillerie) ;
- anspects et pinces destinés à lever les canons ;
- 70 sabres et coutelas ;
- banc d'armurier et coffres.

En matériel non-militaire :
- mâts de hune de rechange ;
- cordage et filins ;
- bouées ;
- lanternes et fanaux ;
- 1 grande ancre ;
- 1 ancre à jet.

Cette liste est non exhaustive et reflète ce que devait embarquer dans l'idéal un 74 canons au moment de son départ en mission ; selon l'époque et l'endroit où se trouvait le navire le chargement pouvait différer, tant en hommes qu'en matériel pour des raisons d'approvisionnement ou de finance.

## Galerie

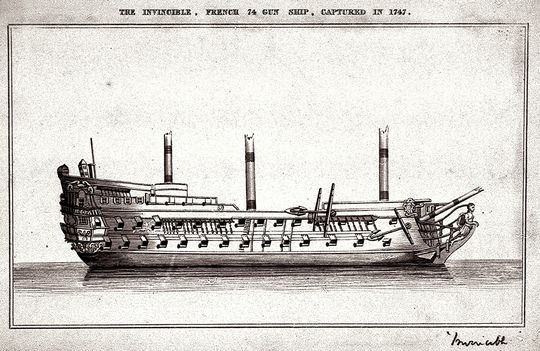
L’Invincible démâté dans un port anglais. Le vaisseau français n'a été saisi qu'après un combat acharné au cap Ortegal.
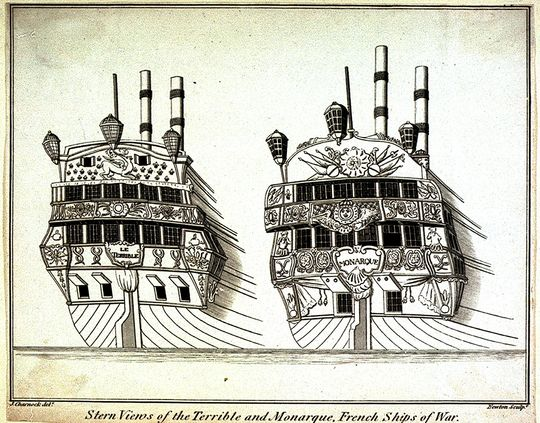
Les vaisseaux le Terrible et le Monarque, après leur capture au cap Finisterre. Ils seront intégrés dans la Royal Navy.
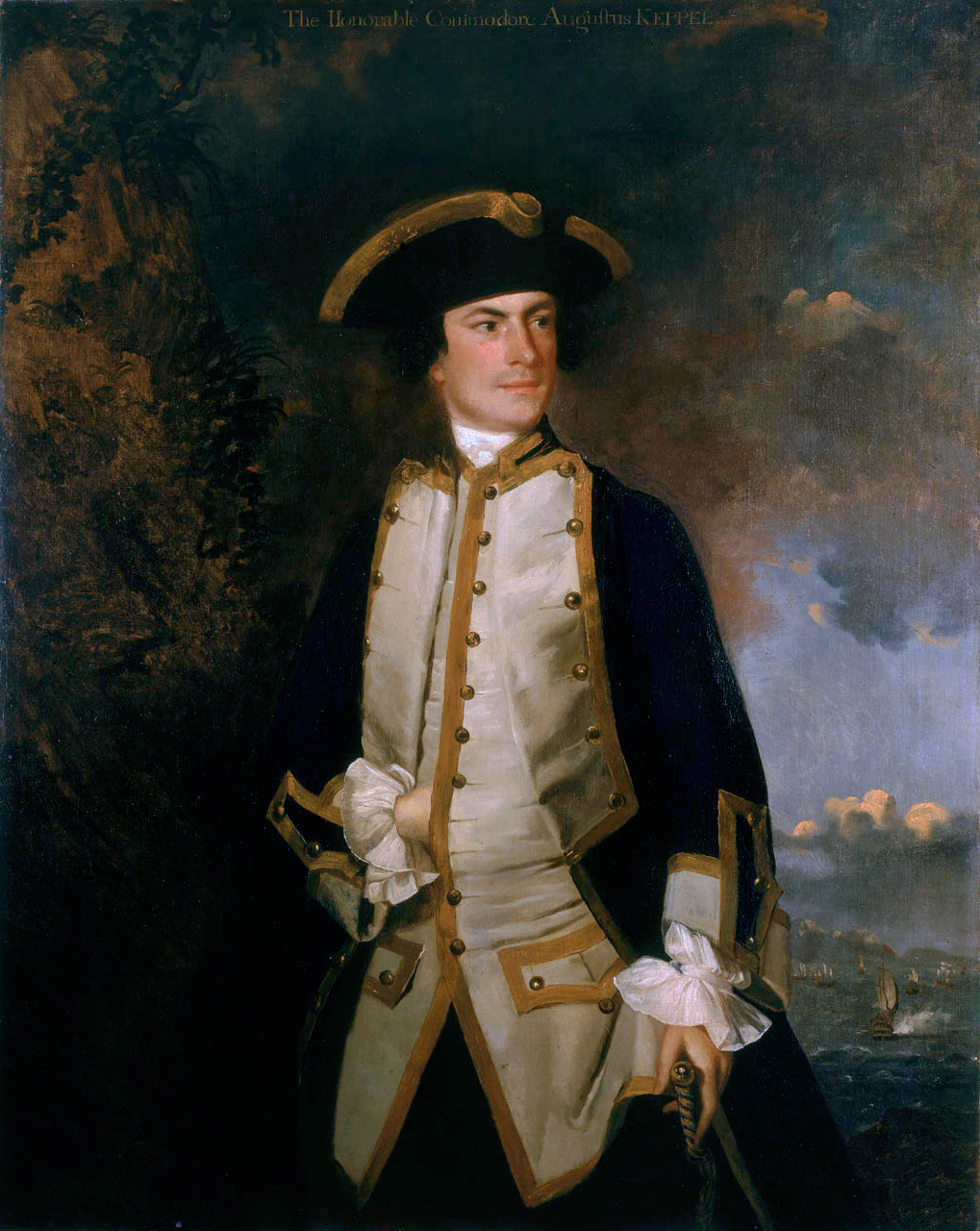
Augustus Keppel exprime son admiration au sujet de la qualité des vaisseaux français de 74 canons, comme beaucoup d'officiers de la Royal Navy.
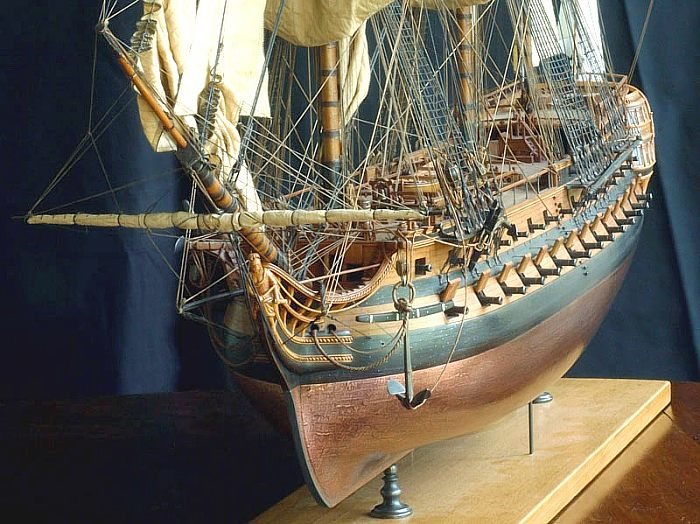
Les vaisseaux de 74 canons évoluent régulièrement. Dans les années 1780 leur coque est progressivement doublée de cuivre pour les rendre plus rapides.
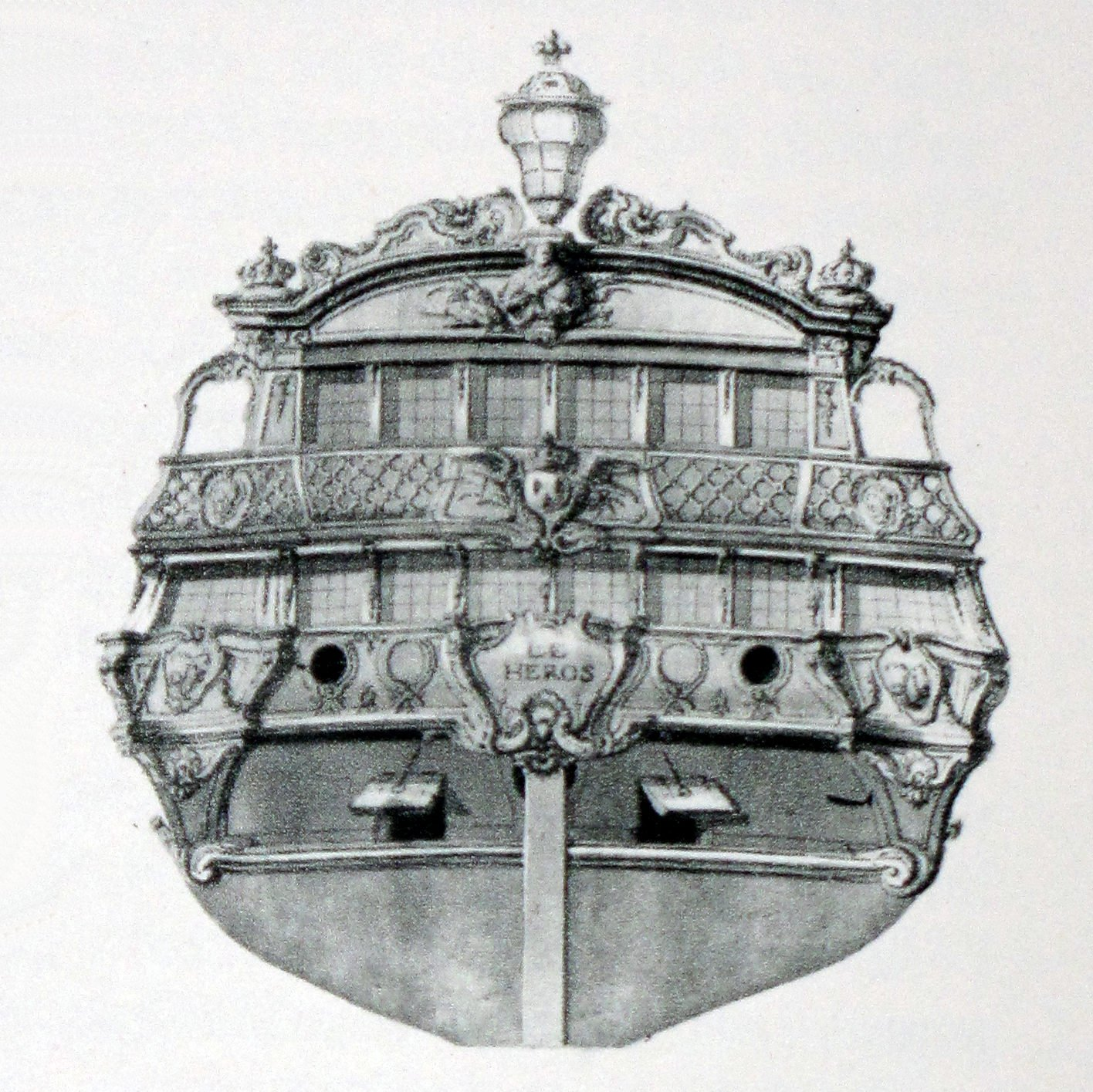
Le tableau arrière du Héros, vaisseau-amiral de 74 canons que monte Suffren lors des six batailles qu'il livre à la flotte anglaise de 1781 à 1783.